# Brachymystax
Brachymystax is een geslacht met in Azië voorkomende forellen uit de onderfamilie Salmoninae  (echte zalmen).

## Soorten
- Brachymystax lenok (Pallas, 1773) – Lenok
- Brachymystax savinovi Mitrofanov, 1959
- Brachymystax tumensis Mori, 1930